# Hans Samelson
Hans Samelson (* 3. März 1916 in Straßburg, Deutsches Reich; † 22. September 2005 in Palo Alto) war ein US-amerikanischer Mathematiker.

## Leben
Hans Samelson war ein Sohn des Pädiaters Siegfried Samelson (1878–1938) und der Kinderärztin Irmgard Engel (1884–1977), einer Tochter des Arztes Franz Engel Bey. Samelson wuchs in Breslau auf und begann dort sein Mathematik-Studium, unter anderem bei Johann Radon. 1936 floh er, da ein Elternteil jüdisch war, aus dem nationalsozialistischen Deutschland in die Schweiz. Dort setzte er sein Studium fort und promovierte 1940 bei Heinz Hopf an der ETH Zürich (Beiträge zur Topologie der Gruppenmannigfaltigkeiten). 1941 ging er an das Institute for Advanced Study und blieb danach in den USA. Ab 1942 war er an der University of Wyoming, ab 1943 an der Syracuse University und ab 1946 an der University of Michigan. 1960 wurde er Professor an der Stanford University, wo er 1979 bis 1982 der mathematischen Fakultät vorstand. 1986 ging er in den Ruhestand.
Samelson befasste sich mit Topologie, Lie-Gruppen (worüber er ein Lehrbuch schrieb) und Differentialgeometrie. 
Für seine Lehre erhielt er 1977 den Distinguished Service Award der Stanford University.
Er war zweimal verheiratet und hatte zwei Söhne.
Sein jüngster Bruder Franz Samelson (1923–2015) folgte ihm nach Abschluss seines Psychologiestudiums in München 1952 nach Ann Arbor, wo auch ihre Mutter lebte. Nach seiner Promotion verließ er 1957 Michigan und wechselte an die Kansas State University in Manhattan, wo er mehr als 30 Jahre lang Psychologie lehrte. Sein jüngerer Bruder Klaus Samelson (1918–1980), ebenfalls Mathematiker und Informatik-Pionier, blieb dagegen in Deutschland.

## Schriften
- Notes on Lie Algebras, New York, Van Nostrand 1969 (PDF; 2,5 MB), 2. Auflage Springer 1990 (Universitext)
- An introduction to linear algebra, Wiley 1974
- mit R. Bott: Applications of the theory of Morse to symmetric spaces. Amer. J. Math. 80 (1958), 964–1029. (Homologie des Schleifenraums kompakter Lie-Gruppen)
- mit D. Montgomery: Transformation groups of spheres. Ann. of Math. (2) 44 (1943), 454–470.